# S.A.D. Storm and Drugs
S.A.D Storm and Drugs è il terzo album in studio del musicista italiano Dardust, pubblicato il 17 gennaio 2020 dalla Masterworks.

## Tracce
Musiche di Dardust.
1. Sublime – 3:45
2. Prisma – 4:03 (testo: Dardust, John Bernard Wilson)
3. Storm and Drugs – 4:13 (testo: Dardust, John Bernard Wilson)
4. Without You – 3:35
5. Rückenfigur – 4:38
6. S.A.D. – 3:21
7. Sturm I - Fear – 5:42 (testo: Dardust, John Bernard Wilson)
8. Sturm II - Ecstasy – 4:40 (testo: Dardust, John Bernard Wilson)
9. Beautiful Solitude – 3:57

## Formazione
Musicisti
- Dardust – arrangiamento, pianoforte, programmazione, voce (traccia 7), elettronica, arrangiamento strumenti ad arco e ottoni
- Vanni Casagrande – programmazione aggiuntiva
- Carlo Emanuele Patti – arrangiamento strumenti ad arco e ottoni, primo violino, viola
- Isabel Gallego – secondo violino
- Andrea Anzalone – violoncello
- Fabio Longo – contrabbasso
- Andrea Baroldi – tromba, flicorno soprano
- Alessio Nava – trombone, trombone basso
- Stefano Riva – voce (traccia 2)
- John Bernard Wilson – voce (tracce 3 e 8)

Produzione
- Dardust – produzione, missaggio (traccia 1), registrazione
- Nacor Fischetti – missaggio (traccia 1)
- Giovanni Versari – mastering (traccia 1)
- Vanni Casagrande – produzione aggiuntiva
- Giordano Colombo – registrazione pianoforte (traccia 1)
- Carlo Emanuele Patti – registrazione strumenti ad arco e ottoni
- Matteo Cantaluppi – missaggio (eccetto traccia 1)
- Francesco Donadello – mastering (eccetto traccia 1)
- Stefano Riva – produzione aggiuntiva (traccia 2)